# Moulhard
Moulhard é uma comuna francesa na região administrativa do Centro, no departamento Eure-et-Loir. Estende-se por uma área de 10,79 km². Em 2010 a comuna tinha 142 habitantes (densidade: 13,2 hab./km²).